# Park Young-Chul
Park Young-Chul (en coreano: 박 영철; 14 de abril de 1954) es un deportista surcoreano que compitió en judo.
Participó en los Juegos Olímpicos de Montreal 1976, obteniendo una medalla de bronce en la categoría de –80 kg. Ganó una medalla de bronce en el Campeonato Mundial de Judo de 1979.

## Palmarés internacional
| Juegos Olímpicos   | Juegos Olímpicos  | Juegos Olímpicos  | Juegos Olímpicos |
| Año                | Lugar             | Medalla           | Categoría        |
| ------------------ | ----------------- | ----------------- | ---------------- |
| 1976               | Montreal (Canadá) | Medalla de bronce | –80 kg           |
| Campeonato Mundial |                   |                   |                  |
| Año                | Lugar             | Medalla           | Categoría        |
| 1979               | París (Francia)   | Medalla de bronce | –78 kg           |